# Vesel Demaku
Vesel Demaku, né le 5 février 2000 à Altenmarkt an der Triesting en Autriche, est un footballeur international kosovar qui évolue au poste de milieu de terrain du SC Rheindorf Altach.

## Biographie

### Austria Vienne
Né à Altenmarkt an der Triesting en Autriche, Vesel Demaku est formé par le Rapid Vienne, avant de rejoindre le centre de formation du Red Bull Salzbourg en 2014. Le 27 mars 2017, est annoncé son arrivée à l'Austria Vienne, où il signe son premier contrat professionnel, à l'âge de 17 ans. Il participe à son premier match en équipe première le 10 mars 2018, en entrant en jeu lors d'une rencontre de première division autrichienne face au SKN Sankt Pölten. L'Austria s'impose par quatre buts à deux ce jour-là.
Demaku joue son premier match de Coupe d'Europe à l'occasion d'une rencontre qualificative pour la Ligue Europa face à l'Apollon Limassol, le 15 août 2019 (défaite 3-1 de l'Austria).
Touché à l'épaule en octobre 2020, son à absence est estimée entre quatre et six mois.

### SK Sturm Graz
En juillet 2022, Vesel Demaku rejoint le SK Sturm Graz. Le transfert est annoncé dès le 12 avril 2022, le joueur étant en fin de contrat avec l'Austria Vienne au mois de juin, il signe donc librement avec son nouveau club, pour un contrat courant jusqu'en juin 2026. Lors de ses débuts pour la saison 2022-2023, il ne réussit pas à s'imposer et ne joue que 7 matchs. Il est alors envoyé en prêt, tout comme lors de la saison 2023-2024 lors de laquelle il ne joue que des matchs avec la réserve en deuxième division pendant la première partie de saison.

### Austria Klagenfurt
En janvier 2023, Vesel Demaku rejoint l'Austria Klagenfurt sous la forme d'un prêt jusqu'à la fin de la saison. Le transfert est annoncé dès le 1er décembre 2022. 

### SC Rheindorf Altach
En janvier 2024, Vesel Demaku rejoint le SC Rheindorf Altach en prêt avec option d'achat jusqu'à la fin de la saison. Lors du mercato d'été, le club annonce que Vesel Demaku ne retournera pas au Sturm Graz et signe un contrat de trois saisons à Altach.

### En équipe nationale
Vesel Demaku est sélectionné avec les différentes équipes de jeunes d'Autriche. Avec les moins de 18 ans, il inscrit notamment un doublé contre Chypre le 13 février 2018 (2-2 score final).
A deux reprises, il officie comme capitaine de la sélection des moins de 20 ans, contre la Norvège et la Suisse.
Le 5 septembre 2019, Vesel Demaku joue son premier match avec l'équipe d'Autriche espoirs, face à Andorre. Il entre en jeu en cours de partie, et son équipe s'impose sur le score de trois buts à un.
En octobre 2024, alors qu'il a jusqu'ici toujours porté les couleurs de l'Autriche en sélection, Vesel Demaku décide désormais de représenter le Kosovo.

## Vie personnelle
Vesel Demaku est né en Autriche, mais il est originaire du Kosovo et d'Albanie. Il est un fan du Real Madrid, et était comparé au Brésilien David Luiz durant sa jeunesse.